# Cees Kooiman

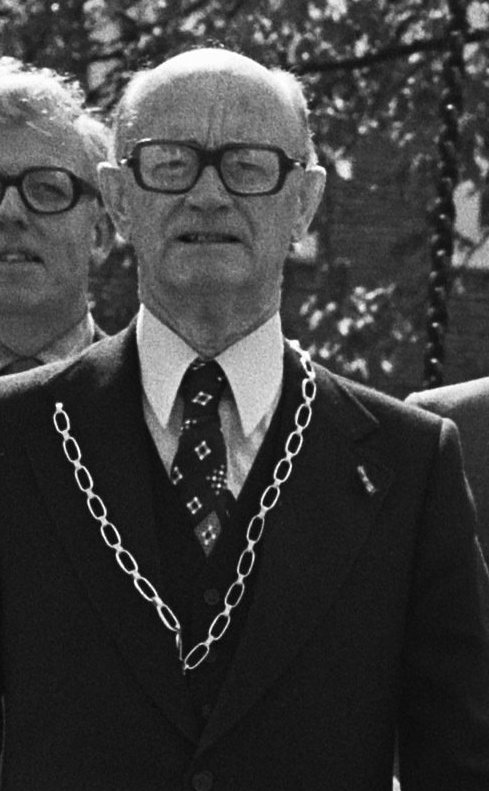
Burgemeester C. Kooiman (1975)

Cornelis (Cees) Kooiman (Maarssen, 8 september 1910 – Bussum, 2 oktober 1979) was een Nederlands politicus van de PvdA.
Hij werd geboren als zoon van Dirk Kooiman (1877-1940) en Sijtje Mol (1876-1939). Zijn vader was toen gemeentesecretaris van Maarssen en zou later onder ander burgemeester van Purmerend en VDB-Tweede Kamerlid worden. Zelf is hij afgestudeerd in de rechten en was kort na de Tweede Wereldoorlog hoofd van de administratieve dienst van de Politieke Opsporingsdienst in het district Waterland. In september 1946 werd Kooiman benoemd tot burgemeester van de gemeenten Kwadijk, Warder en Middelie. In mei 1961 volgde zijn benoeming tot burgemeester van Weesp wat hij tot zijn pensionering in oktober 1975 zou blijven. Hij overleed in 1979 op 69-jarige leeftijd. Zijn broer Reinder Kooiman (1908-1976) was in navolging van diens vader burgemeester van Purmerend.